# Фернандо Нуньес де Вильена
Фернандо Мануэль де Вильена (исп. Fernando Manuel de Villena; 1332—1351) — кастильский дворянин, сын известного писателя Дона Хуана Мануэля и его третьей жены Бланки Нуньес де Лара. Носил титулы 2-го герцога Вильены, 2-го сеньора Сифуэнтеса и 3-го сеньора Эскалона, Пеньяфиэля и Куэльяра (1348—1351).

## Биография
Он был единственным законным сыном дона Хуана Мануэля — внука, в свою очередь, короля Кастилии Фердинанда III, и Бланки Нуньес де Лара, внучки Альфонсо X Кастильского и члена Каса де ла Серда и Дом Лауры . Он был старшим братом королевы Хуаны Мануэль де Вильена, жены Энрике II Кастильского.
После смерти своего отца, которая произошла в 1348 году, он унаследовал огромное наследство и считался одним из самых могущественных и верных кастильских дворян короля Альфонсо XI. Первые данные о нём относятся к 1348 году. 17 декабря в Сан-Клементе он подтверждает привилегии Хинеты и 31 декабря пишет советам Аларкона и Гарсимуноса, сообщая им, что назначил капелланов капеллы Кастильо де Гарсимуньос — Альфонсо Мартинесу и Санчо Санчесу.
В 1350 году он сопровождал короля Кастилии Альфонсо XI при осаде Гибралтара, которую пришлось снять из-за эпидемии чумы, от которой умер король Альфонсо XI. Он вернулся в Севилью в сопровождении умершего короля и присутствовал на провозглашении нового короля Педро I.
В Севилье Педро I назначил его аделантадо Мурсии, должность, которую его отец занимал на протяжении всей своей долгой жизни. 20 июля он все ещё упоминается как аделантадо Мурсии и подтверждает несколько писем дона Хуана Мануэля совету Ла-Роды.
Король заболел летом 1350 года, все ждали его смерти и сговорились посмотреть, кто станет его преемником. Когда он выздоровел, многие дворяне бежали от двора, как и дон Фернандо Мануэль, опасаясь расправы, и он укрылся в своем поместье. Уже в феврале 1951 года дон Фернандо Мануэль потерял королевское доверие и был уволен с должности аделантадо Мурсии, которая была предоставлена дону Иньиго Лопесу де Ороско.
Он умер в 1351 году, через три года после того, как начал свой срок во владениях Вильены, в возрасте девятнадцати лет. Причина его смерти не ясна, вероятно, он умер от чумы, но не исключено, что он был отравлен по приказу короля Педро I.
Последний зарегистрированный документ, подписанный доном Фернандо Мануэлем, датирован Сальмероном (1 февраля 1351 г.), в котором он предоставляет Альфонсо Фернандесу капелланство в замке Кастильо-де-Гарсимуньос, который был освобожден доном Альфонсо Мартинесом. Согласно этому документу, он должен был умереть между началом февраля и концом июля 1351 года, когда его дочь была приведена к присяге как наследница.
Он оставил свою дочь Бланку Мануэль наследницей, которая так и не стала править владением Вильена, поскольку она была доставлена к королевскому двору в Севилье, а владением управлял Иниго Лопес де Ороско, который был одним из доверенных лиц нового короля.

## Брак и потомство
Он женился в 1346 году на Хуане де Ампуриас (1330—1395), дочери Рамона Беренгера I, графа Ампуриаса (1308—1366) и Бланки Тарентской (1309—1337), внучке короля Арагона Хайме II. Плодом их брака была их дочь:
- Бланка Мануэль де Вильена (1348—1361), 2-я герцогиня Вильена, 3-я сеньора Сифуэнтес и 4-я сеньора Эскалона и Пеньяфьель с 1350 по 1361 год. Иньиго Лопес де Ороско взял на себя управление поместьем, а Донья Бланка была доставлена ко двору Севильи, где она оставалась до своей смерти, которая произошла в Севилье в возрасте двенадцати лет.

После смерти доньи Бланки маркизат вернулся к кастильской короне, и король Педро I Жестокий подарил её своему внебрачному сыну Санчо (1363—1371). Но донья Хуана Мануэль претендовала на власть Виллены для себя как единственная законная оставшаяся в живых дочь дона Хуана Мануэля. Она не завладела им, так как её муж король Энрике II Трастамарский пожаловал его дону Альфонсо де Арагону (Бургос, 5 февраля 1367 года) в награду за его помощь в братоубийственной войне против своего сводного брата Педро I Кастильского.